# 格尔斯巴赫
格尔斯巴赫是德国图林根州的一个市镇。总面积9.05平方公里，总人口1085人，其中男性547人，女性538人（2011年12月31日），人口密度120人/平方公里。